# Acht
Die Acht (8) ist die natürliche Zahl zwischen Sieben und Neun. Sie ist gerade und eine Kubikzahl.

## Sprachliches
Das Wort acht, das sich aus dem althochdeutschen ahto entwickelt hat, entstammt einer indogermanischen Wurzel. Ursprünglich mag es eine Dual-Form sein, wohl „die beiden Viererspitzen“ der ausgestreckten Finger der beiden Hände ohne die Daumen.
Nicht verwandt mit dem Zahlwort ist Acht im Sinne von Aufmerksamkeit, wie in Acht geben (oder veraltet achtgeben), Acht im Sinne von Ächtung oder achtern in der Seefahrt.
Das griechische Wort für acht, ὀκτώ (októ), findet sich in den Fremdwörtern Oktogon oder Oktopus.
Der lateinische Ausdruck octo mit der Ordnungszahl octavus (der achte) findet sich in Fremdwörtern wie Oktett (Ensemble), Oktober (ursprünglich der achte Monat), Oktave (Intervall), Oktant. Der deutsche Ausdruck Heute in acht Tagen, mit dem ein Zeitraum von einer Woche gemeint ist, stammt von der römischen Zählweise, bei welcher erster und letzter Tag mitgezählt werden. Die lateinischen Zahlwörter für 18, 28 bis 88 werden – wie bei novem (9) – nicht mit octo gebildet, sondern umschrieben, z. B. duo-de-viginti für 18, wörtlich: 2 von 20 (abgezogen).
In der chinesischen Kultur gilt die Acht (chinesisch 八, Pinyin bā) als Glückszahl wegen des Gleichklangs mit „voran“ (chinesisch 發 / 发, Pinyin fā).

## Zahlzeichen

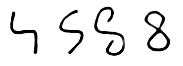
Evolution des Zeichens „8“

Das ursprüngliche Brahmizeichen für die Acht sah aus wie eine nach links oben führende Stufe. In der weiteren Entwicklung ähnelte es zunächst der 5 und dem Buchstaben S. Die Araber im Maghreb verbanden mit der Ghubar-Schrift die Enden und schufen so die Grundlage für das moderne Zeichen.
In den meisten Schriftfonts und Handschriften ist die obere Schlinge der Ziffer kleiner als die untere ausgeformt, was ein stabiles Bild ergibt und gut zu in der Regel weniger als halbhohen Oberlänge von Schriften passt. Bei flacher schräger Ansicht großer Ziffern aus relativer Nähe, etwa auf einer Autobahnfahrbahn oder Flugzeuglandebahn tendiert jedoch die Ansicht (Projektion) wegen der Entfernungsunterschiede schon alleine in diese Richtung.

## Mathematik

Oktaeder

- Das Oktaeder ist einer der fünf platonischen Körper.
- Ein Vieleck mit acht Seiten ist ein Achteck (Oktagon).
- In der Computertechnik verwendet man ein Zahlensystem auf der Basis von acht, das Oktalsystem.
- Acht ist die erste echte Kubikzahl, wenn man von 1³ absieht.
- Sie ist außerdem die kleinste aus drei Primfaktoren zusammengesetzte Zahl.
- Jede ungerade Zahl über Eins, ins Quadrat erhoben, ergibt ein Vielfaches von Acht mit einem Rest von Eins.
- Die Acht ist die kleinste Leylandsche Zahl.

## Bruchzahlen
- Achtel ist allgemein der achten Teil eines Ganzen in der Bruchrechnung; davon leiten sich folgende Begriffe ab:
  - Achtel, ein Maß für den Bewölkungsgrad in der Meteorologie
  - Achtelfinale, die viertletzte Runde mit 16 Teilnehmern im Turnier
  - Achtelnote, Bruchteil einer ganzen Note, mit schwarzem Kopf und einem Fähnchen am Notenhals.
  - Achtelmeter, das Standardmaß im Bauwesen

## Naturwissenschaften
- Alle Spinnentiere (Arachnida) haben acht Laufbeine. Die Gattung Octopus gehört wie alle Kraken zur Unterordnung der Achtarmigen Tintenfische. Die Octocorallia, die früher Achtstrahlige Blumentiere (Octocorallae) genannt wurden, haben acht meist gefiederte Tentakeln und auch innerlich einen achtstrahligen Aufbau.
- Das Sonnensystem hat in der astronomischen Auffassung seit 2006 acht Planeten.
- Die Oktettregel ist in der Chemie ein einfaches Konstruktionsmerkmal für Moleküle, da in den meisten Verbindungen jedes Element eine Anzahl der Valenzelektronen von acht anstrebt.
- Das chemische Element mit der Ordnungszahl 8 ist der Sauerstoff.
- Eightfold Way, Klassifikation der Hadronen im Rahmen der Quantenchromodynamik.
- Eine der Magischen Zahlen von Atomkernen.

## Symbolik

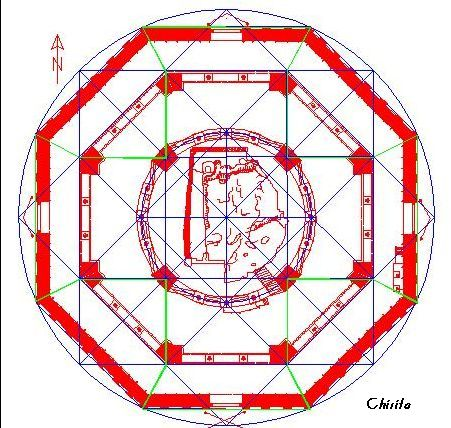
Grundriss des Felsendoms

Das Oktogon (griechisch für Achteck) ist eine wichtige Bauform der christlichen sakralen Architektur. Es folgt der christlichen Bedeutung der Acht als heiliger Zahl. Nach dem Vorbild von San Vitale in Ravenna und des (islamischen) Felsendoms wurden viele wichtige Kirchen um ein zentrales Oktogon entworfen, wie die Pfalzkapelle des Aachener Doms. Auch Baptisterien finden sich häufig in achteckiger Form. Ein besonderer Fall ist das Castel del Monte in Apulien, das in der Zeit Kaiser Friedrichs II. errichtet wurde und bei dem die Acht als Symbol für den Kaiser gedeutet wird.

### Polytheismus
- Der Morgenstern, Symbol für die antike Göttin Ischtar, später als Venus übernommen, wird achtstrahlig dargestellt.
- Nach der Achtheit von Hermopolis, der Götterlehre des ägyptischen Hermopolis herrschten vor der Entstehung der Welt acht Gottheiten als personifizierte Urkräfte.
- Die Etrusker sprachen von acht Weltzeitaltern.
- Die Acht spielt eine wichtige Rolle in der chinesischen Zahlensymbolik.
- In Mythen, Sagen und Märchen finden sich Beispiele für die Rolle der Acht. Odins Sleipnir ist ein 8-füßiges Pferd; Platons Kugelmenschen im Dialog Symposion haben acht Extremitäten (vier Arme und vier Beine).

### Christentum

Vereinfachter Grundriss des Baptisterium San Giovanni in Florenz

- Frühchristliche Gnostiker sprachen von acht Himmelssphären.
- In der christlichen Zahlensymbolik des Mittelalters ist die Acht die Zahl des glücklichen Anfangs, der Neugeburt, des Neubeginns, der geistigen Wiedergeburt, es ist auch die Zahl der Taufe und der Auferstehung, Symbol des Neuen Bundes und Symbol des Glücks.
- Mit dem 8. Tage beginnt eine neue Woche, eine neue Zeit – bei den Kirchenvätern Symbol für den Tag der Auferstehung des Herrn (resurrectio Domini) und der Neuschöpfung in der Taufe. Die oktogonale Form altchristlicher Baptisterien nutzt diese Sinngebung des achten Tages.

### Judentum
- Acht Menschen werden in Noahs Arche gerettet (1 Mos 6,18).
- Am 8. Tag nach der Geburt findet die jüdische Beschneidung statt.
- Das jüdische Chanukka-Fest dauert acht Tage. Jeden Tag wird eine weitere Kerze an der Chanukkia, dem achtarmigen Leuchter, entzündet. Der Leuchter hat neun Arme für ein zusätzliches Licht, der sog. Diener (hebr. Schamasch) zum Anzünden der acht Lichter.

Die Zahl 8 bedeutet im Judentum den Übergang von der Zeitlichkeit in die Überzeitlichkeit, die Anbindung der Immanenz (Diesseitigkeit, Vergänglichkeit) an die Transzendenz (Jenseitigkeit, Überzeitlichkeit). Sie hat verbindenden, Brücken bauenden Charakter, da sie die Welt der 7 (die Welt der 6 Werktage mit dem sie abschließenden Schabbat-Ruhetag) mit der Welt der 8 (dem Göttlichen) verbindet. Der Zahl Acht wohnt eine vervollkommnende Eigenschaft inne – sie bringt zwei scheinbar unvereinbare Welten durch die geheimnisvoll verbindende Kraft Gottes zusammen.
„Die Acht gilt als die Zahl der Unendlichkeit. ... Betrachten wir die Zahl Acht in aufrechter als auch in liegender Form, so erkennen wir darin eine harmonische Schwingung; es ist eine Bewegung, die, ähnlich dem unentwegten Ein und Aus des Atmens, in ihrem Schwingen zwischen zwei Polen eine innere Mitte definiert, diese ausgleicht und integriert.“ (Yuval Lapide, „Das Herz der Kabbala“, O.W.Barth 2011, 26. Januar)
Wegen dieser besonderen Bedeutung der Zahl Acht muss, außer in Notfällen, die Beschneidung des jüdischen Jungen genau am achten Tag stattfinden.

### Buddhismus
- Im Buddhismus führt der achtfache Pfad aus Samsara heraus zur Befreiung. Sein Symbol ist das Dharmachakra, ein achtspeichiges Rad. Aus ihm besteht die vierte der vier edlen Wahrheiten.

### Weiteres

Die acht Trigramme des Buchs der Wandlungen

- Die Acht Unsterblichen sind Heilige der chinesischen Mythologie und des Daoismus.
- Die daoistische Göttin Doumu wird meist mit acht Armen dargestellt.
- Das altchinesische Buch der Wandlungen (Yijing) kennt Acht Trigramme.
- Acht Klänge bezeichnen die klassische chinesische Musikinstrumentenklassifikation.
- Acht Banner waren chinesische Verwaltungseinheiten.
- Durch Unterteilung des Achsenkreuzes entsteht das Achtspeichenrad: achtspeichiges Rad antiker Kampfwagen, zumeist von vier Pferden gezogen.
- Quadriga – Jahresrad germanischer Völker, Glücksrad der Fortuna im Mittelalter.
- Acht ist als verdoppelte Vier die Zahl des Kosmos.
- Eine Verdoppelung der 8, für H der achte Buchstabe des Alphabets, zu 88 ist eine Chiffre für Heil Hitler.
- In Terry Pratchetts Scheibenwelt stellt die Acht die Zahl der Magie dar. Sie darf nie von einem Zauberer laut ausgesprochen werden.